# Бойовий слон

Переправа Ганнібала через Родан

Бойовий слон (англ. war elephant) — слон, що використовувався у минулому (в Античності, Середньовіччі та у Нові часи) для військових цілей арміями різних держав. В Античності і Середньовіччі бойові слони були грізною силою, у тому числі завдяки ефекту залякування супротивника, однак з появою вогнепальної зброї й, особливо, артилерії роль слонів стала зменшуватись. Згодом від застосування слонів у бою відмовилися і стали використовувати їх виключно для транспортування людей і спорядження по важкодоступній місцевості.

## Використання

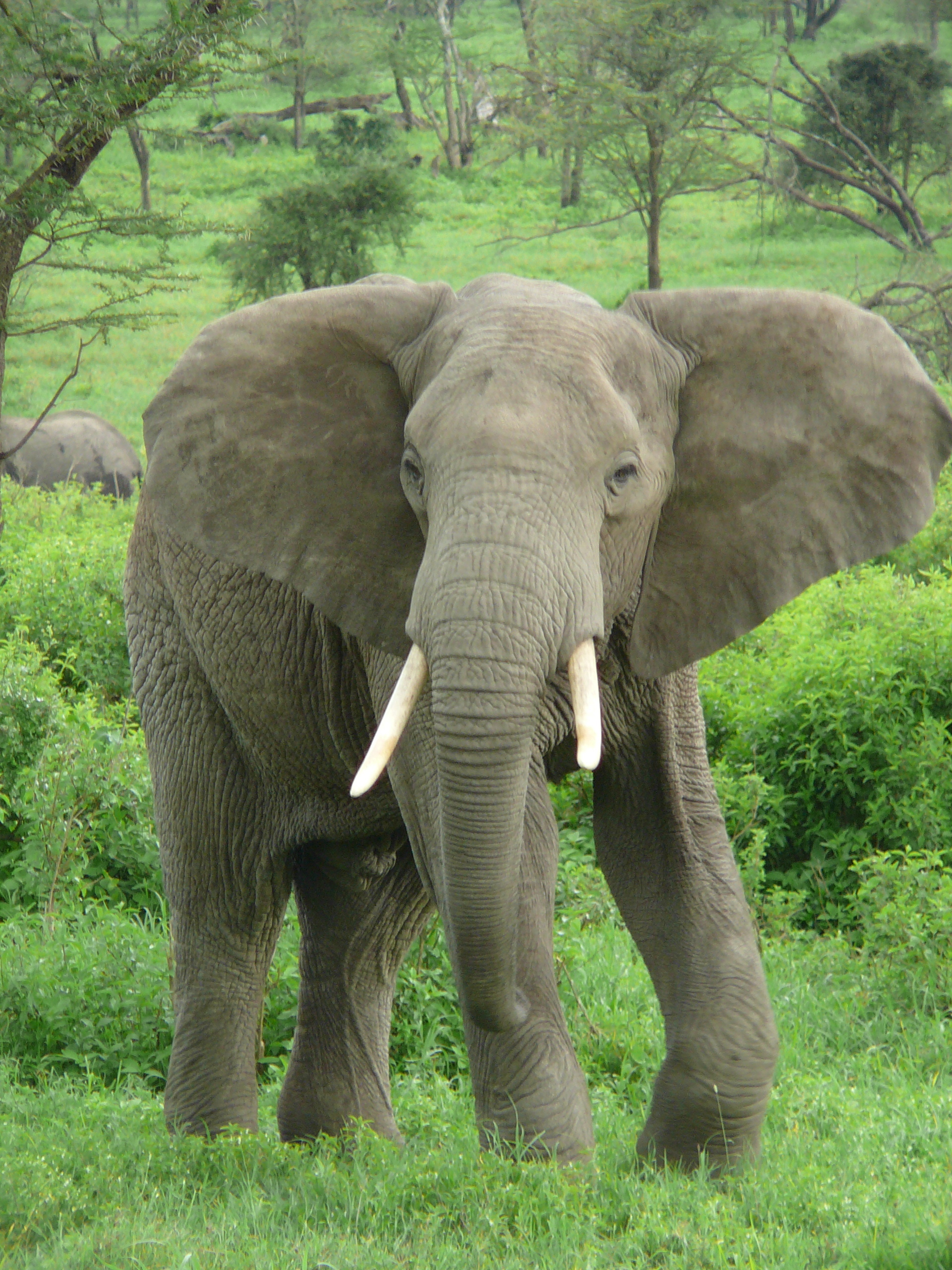
Африканський слон (Loxodonta africana), найближчий родич вимерлого підвиду Loxodonta africana pharaohensis, що ймовірно використовувався у військових цілях

Точні дані про початок військового застосування слонів людиною відсутні. Відомо, що у XVI столітті до н. е. бойові слони з'явились в ассирійській армії, використовували їх у Китаї часів династії Шан (1600—1027 роки до н. е.). Бойові слони згадуються у староіндійському епосі Махабхарата. В арміях Стародавньої Індії, де жила велика кількість слонів, вони використовувалися регулярно, і слон вважався основною важкою бойовою одиницею. Причому таке використання часто було обумовлене не стільки бойовою ефективністю слона, скільки психологічним ефектом від одного вигляду цієї тварини, керованої людиною. Число слонів в армії й убранство слона служило показником могутності воєначальника. Тому в багатьох індійських літописах згадується величезна кількість слонів в арміях правителів. Сучасні оцінки чисельності даного роду військ варіюються в межах від декількох десятків до однієї, рідше двох-трьох сотень.
Поступово змінювалась тактика застосування слонів. В античності й середньовіччі зазвичай застосовували окремі з'єднання слонів, котрі за підтримки піхоти атакували лінії супротивника, не лише прориваючи його стрій, але й роблячи суттєвий психологічний вплив. Це було обумовлено відносною новизною застосування даної бойової сили. Згодом ситуація змінилась, у Середньовіччі бойові слони почали відігравати роль опорних пунктів для піхоти, свого роду пересувних фортець. У цьому випадку бойових слонів вишиковували загророджувальною лінією, перемежовуючи зімкнутими рядами піхоти і зрідка, в переломні моменти бою, посилали їх в коротку контратаку.
Бойові слони часто використовувались для буксирування важких бойових машин й виконували транспортні функції з переміщення великої кількості воїнів, зазвичай лучників.
Слон також застосовувався як спостережний (командний) пункт полководця. Відомий випадок, коли спостережний пункт воєначальника було виконано у вигляді вежі, що розташовувалась одразу на двох слонах. Таке розташування було досить зручним, оскільки з висоти полководець міг краще бачити поле битви і сигнали, що подавались ним було видно здалеку, у разі ж військової невдачі слон міг легко винести воєначальника з поля бою при відступі.

### Тварини, що використовувались
Африканські слони, що були в античних арміях, зазвичай називаються північно-африканськими. Ці слони були особливим підвидом або навіть окремим видом саванного африканського слона, ареал якого на даний момент розташовується південніше від Сахари. В античний час клімат у Північній Африці був м'якшим, ніж у наші дні, і у Магрибі, між пустелею і Середземним морем, знаходилась смуга саван, де й жили вимерлі уже північно-африканські слони. Цей підвид відрізнявся від саванних слонів меншими розмірами, спокійнішим характером й кращими здібностями до дресирування.

## Керування слоном

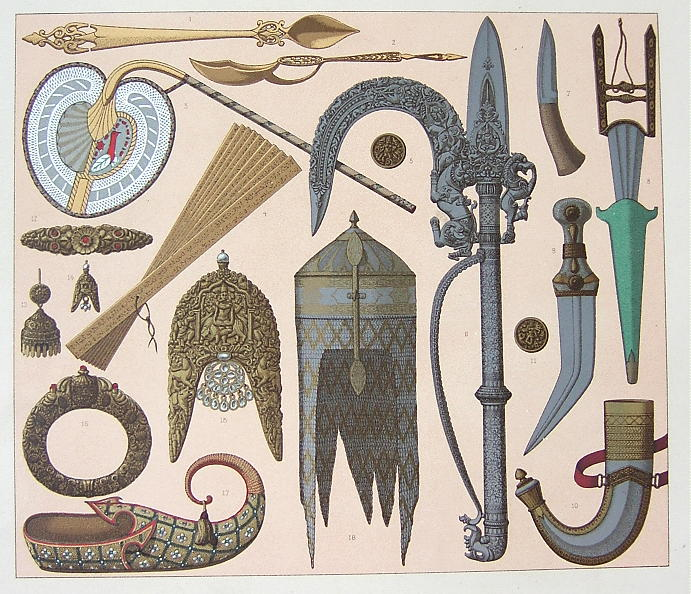
Індійська зброя і аксесуари, праворуч — розкішно прикрашений анкус

Керував слоном вершник (махаут), що сидів на шиї і якому для атаки солдатів і коней противника доводилося спускатися до бивнів. Для керування слоном використовувались спеціальні інструменти — анкус (короткий спис із багром) і кинджал погонича. Недосвідчені слони лякалися гучних звуків і під час бою могли ставати практично некерованими.
Як бойові слони використовувались лише самці, через більшу агресивність і через те, що самки, у силу повного домінування самців у даного виду, уникають зіткнень із самцями. Тому самців використовували у бойових діях, самок же частіше залучали до різноманітних робіт.
Навчання тварин тривало роками, протягом яких дресирувальникам вдавалось позбавляти їх від страху перед боєм й навіть розвивати вміння використовувати хобот у бою. Солдати стародавніх армій особливо боялись індійських слонів-самців, коли ті впадали у стан, відомий як муст. Цей період характеризується дуже високим рівнем тестостерону і, як наслідок, агресивною поведінкою. У цьому стані слони можуть нападати на людину. Дресирувальники для підвищення ефективності слонів у бою намагались штучно викликати у них муст, для чого використовували наркотичні речовини, алкоголь, гучні звуки й музику. Застосування таких методів описане у Біблії:
|  | Тоді цар, сповнений сильного гніву і незмінний у своїй ненависті, покликав Ермона, який завідував слонами, і наказав наступного дня всіх слонів, числом п’ятсот, нагодувати ладаном у якомога більшій кількості й удосталь напоїти цільним вином, і, коли вони розлютуються від даного їм достатньо питва, вивести їх на юдеїв, приречених зустріти смерть. |— 3-я Книга Маккавейська, 5:1
Безпосередньо у ході битви слони могли розлютитись через стадні й материнські інстинкти.

## Озброєння і броня бойового слона

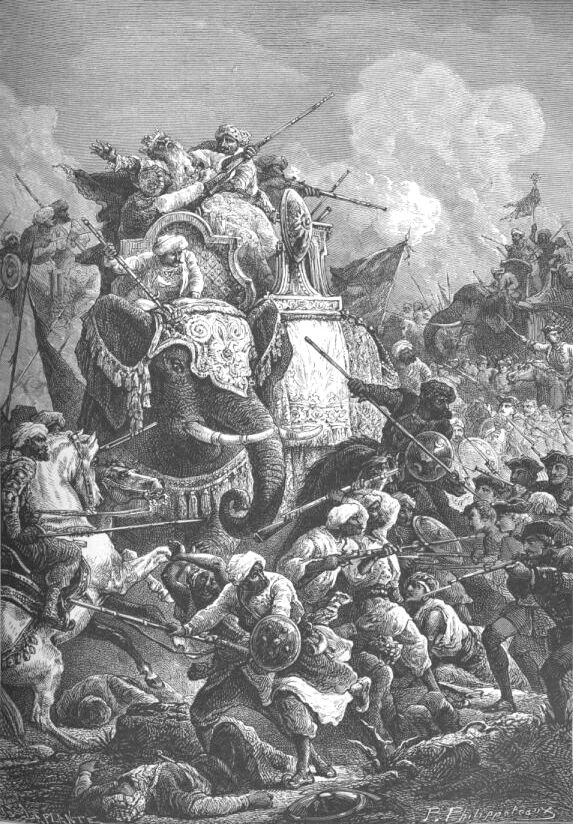
Обладунки бойового слона (Індія, середина XVIII століття)

В античні часи броня як така на бойових слонах армій усіх країн фактично була відсутня, у ті часи її заміняли багаті шати слона, що демонстрували могутність та достаток правителя і воєначальника. З елементів броні були присутніми окремі елементи у вигляді бронзових налобників або ширших панцирних наголовників.
У VII столітті до н. е. слонів стали одягати в обладунки, зроблені з декількох шарів волової шкіри. Згодом обладунки слона стали складеними — зі шкіри та залізних пластин, хобот також прикривався залізними пластинами, іноді з гострими шипами. Також покращилось екіпірування махаута, який отримав щит і дротики.
У Високому Середньовіччі (за описами сучасників та зображенням бойових слонів тієї епохи на ілюстраціях рукопису Бабур-наме) індійські бойові слони уже одягались у повністю кольчужні обладунки («каджим») За іншими даними (Абу-л Фазл Алламі), обладунок називався по-іншому: терміном «гаджагаха» означався захист вух слона, а терміном «пакхар» — захист голови та/або тулуба слона. Повний обладунок носив назву «хат джхул».
Обладунок зазвичай складався з малих і великих сталевих пластинок, які з'єднувалися за допомогою кольчужного плетіння. Повний комплект обладунку складався приблизно з 8350 пластин загальною масою 159 кг. У розкішних обладунках пластини покривали карбованими зображеннями і позолотою. На великих карбованих пластинах могли міститися різні зображення, зокрема: слонів, квітів лотоса, птахів, риб тощо.
Також відомі випадки використання наконечників для бивнів слонів. Вважалось, що вони могли оброблятися спеціальною отрутою.
Згадується, що навчені слони уміли своїм хоботом метати списи. Також є твердження, що зброєю міг слугувати меч, прикріплений до хобота слона. Це є малоймовірним зважаючи на фізіологічні особливості тварини, скоріше за все, мечі кріпились до бивнів слона. Хоботом слон міг витягувати кінних вершників із сідла.

## Бойове застосування

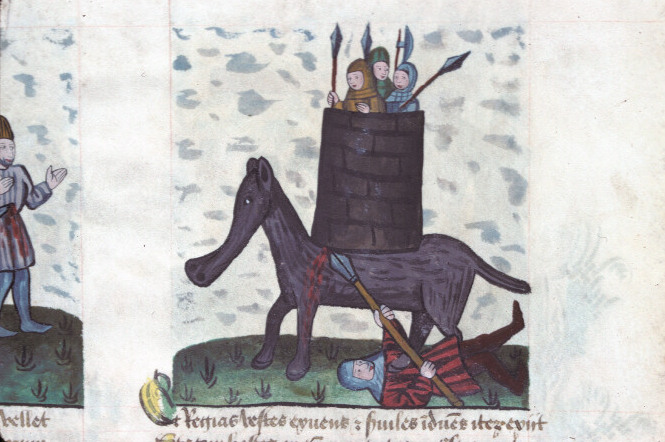
Єлеазар Маккавей убиває слона й гине під ним (мініатюра)

В античні часи бойові слони використовувались в основному проти кінноти, так як коні боялись слонів й атака кінноти захлиналась. Слони, маючи порівнянну з кіннотою швидкість при значно більшій масі, навертали будь-яку кінноту до втечі, як це, наприклад, було у битві поблизу Гераклеї: цар Пірр, при фактичній поразці своєї армії від римської кінноти, кинув у бій резервні сили слонів і цим змінив результат битви на свою користь.
Про вразливі місця бойових слонів говорить відомий біблійний переказ, згідно з яким Єлеазар Маккавей у битві за Сіонську цитадель проткнув списом черево слона, на якому, як йому здалося, сидів сам сирійський цар, і загинув під зваленим слоном. Клавдій Еліан писав про те, як римляни успішно застосували свиней проти бойових слонів Пірра, так як слони бояться вереску свиней.
На думку одного з найбільших військових істориків Ганса Дельбрюка,
|  | У жодному достовірному описі битви ми не знаходимо нічого суттєвого, здійсненого слонами, навпаки, сторона, що мала у своєму розпорядженні більше слонів, зазнавала у більшості випадків поразки... Не наведено жодного прикладу, де б слони прорвали фронт зімкнутої піхоти. |

До VI століття до н. е. бойові слони стали нести на собі до чотирьох людей, ще декілька воїнів на землі захищали ноги тварини. На спину слона кріпився дерев'яний поміст або плетений кошик, де знаходились три стрільці, озброєні дротиками або луками. Стінки кошика служили стрільцям захистом. На спинах слонів, що здіймались над полем бою, також встановлювався барабани або сигнальні прапори для передачі команд бойовим підрозділам.
Поширеною тактикою також було використання бойових слонів проти піхоти, хоча, така тактика не завжди була успішною в силу того, що лише не навчена вести бойові дії проти бойового слона піхота, що збивається для відбиття атак у щільні групи, становить прийнятну ціль для застосування моці бойових слонів. Розосереджена піхота, яка використовує шумові засоби, смолоскипи та інші методи залякування, лякала слонів і навертала їх до втечі. Знавіснілий від страху, розлючений, слон, який утікає, був більшою мірою небезпечний для власних військ, причому настільки, що його воліли вбити забиванням у голову спеціального кілка, який був у погонича, ніж допустити до своїх лав.

## Битви, що відбувались з використанням бойових слонів
| Битва                    | Рік | Місце і сторони | Чисельність слонів з кожного боку                                                      | Результат використання слонів |
| ------------------------ | --- | --- | -------------------------------------------------------------------------------------- | --- |
| Битва при Гавгамелах     | 331 р. до н. е. | між . перською армією та армією Александра Македонського | 15 індійських слонів у перської армії                                                  | Перси планували використати слонів для протискання грізної македонської фаланги й для залякування противника. Однак слони у битві участі не взяли, були захоплені армією Александра Македонського і у подальшому використовувались у подальшому поході македонської армії на схід |
| Битва на Гідаспі         | 326 р. до н. е. | між армією індійського царя Пора та армією Александра Македонського | Армія царя Пора мала у своєму розпорядженні приблизно 200 навчених слонів              | При аналізі битви можна визначити тактику використання слонів індійцями. Спочатку колісницями вноситься сум'яття в ряди противника, противник втрачає бойове злагодження, і потім слони проривають фронт армії противника та вносять безлад у його ряди. Кавалерія довершує загальний розгром. Однак, у цій битві колісниці були виведені з ладу військом Александра на початку битви, а слони проти загартованої в боях і дисциплінованої македонської піхоти не змогли нічого вдіяти. Коли прорив македонських лав не вдався, слони повернули назад і внесли паніку в рядах індійців, які були повністю розгромлені. |
| Битва при Іпсі           | 301 р. до н. е. | Поблизу міста Іпс у Фригії (Мала Азія) між військами Антигона I Одноокого і Деметрія I Поліоркета з одного боку та військами коаліції Кассандра (Македонія), Птолемея I (Єгипет), Селевка I (Вавилонія і сатрапії Ірану) і Лісімаха (Фракія) з іншого. | Понад 400 з боку Селевка I і близько 75 у Антигона I Одноокого і Деметрія I Поліоркета | Селевк, за допомогою кинутих вчасно у бій слонів, відсік відокремлену від основних сил кінноту Деметрія, а за тим і знищив її, позбавивши захисту з флангів війська Антигона. |
| Битва при Рафії          | 218 р. до н. е. | Битва між військами Антіоха III Великого і Птоломея IV Філопатора у ході Четвертої Сирійської війни за володіння Келесирією | Полібій вказує, що Птолемей мав 73 слони, а армія Антіоха налічувала 103 слони         | Битва почалася сутичкою слонів на передній лінії військ у якій індійські слони Антіоха здобули перемогу над лівійськими (африканськими) слонами Птолемея на правому крилі війська. У продовженні бою на тому ж крилі грецькі найманці Антіоха перемогли пельтастів Птолемея, які були зім'яті й навернені до втечі своїми ж слонами. На лівому фланзі грецькі найманці і єгипетська кавалерія змусили до втечі піхотинців сирійської армії. Потім єгипетська фаланга здолала сирійську фалангу і єгипетська кіннота завершила розгром відступаючих сирійців. В описах Полібія є свідчення про бойові дії слонів у битві при Рафії: \| \| Давши бойової сигнал, вони перш за все ввели у бій слонів. І ось деякі з слонів Птолемея зіткнулися з противниками: на них чудово билися баштові бійці, в рукопашну кололи і вражали один одного саріссамми, але ще краще билися слони, борючись з усією силою і стикаючись у зустрічному бою, бо б'ються ці тварини так, переплітаючись і впершись іклами один в одного, вони штовхають щосили і топчуться на місці, поки один, здолавши іншого, не відтіснить голову противника убік, а як тільки один, відтіснивши, поставить іншого боком до себе, він ранить його іклами абсолютно так, як бик рогами. Більшість же слонів Птолемея боягузливо ухилилася від бою, як роблять зазвичай африканські слони. Вони не виносять запаху і голосу індійських слонів, але, як мені здається, вражені їх величиною і силою, вони зараз же, як тільки побачать їх, утікають. Так це трапилося і тепер, коли слони [єгиптян] у безладді відтіснені були до своїх. \| |
| Битва при Замі           | 202 р. до н. е | Битва між Ганнібалом (Карфаген) і Сципіоном Африканським (Римська Імперія) | Армія Карфагену мала у своєму складі 80 погано навчених слонів                         | Бій розпочали карфагеняни, які кинули в атаку слонів. Але через дії римських метальників і шум, що створили за допомогою труб, слони повернули назад і зім'яли перші ряди карфагенської піхоти й кінноту. Потім кіннота римської армії розпочала погоню за карфагенською кіннотою, тимчасово покинувши поля бою. Через невдалі дії своїх слонів і втечу кінноти, Ганнібал вирішив охопити фланги противника силами однієї піхоти. Для цього він наказав висунути другу лінію армії Карфагена через фланги, і утворити кліщі для охоплення римської армії. У відповідь на це римляни вчинили аналогічно, і бій перейшов у фронтальне зіткнення піхоти. В цей же час кіннота римської армії повернулася на поле бою і атакувала з тилу ряди карфагенян. Це вирішило результат бою, Ганнібал був розбитий. |
| Битва при Кіноскефалах   | 197 р. до н. е. | Фессалія. Битва між римською і македонською арміями за володіння Грецією | Невідомо, не більше декількох десятків                                                 | Македонська фаланга, при переході через пагорб, розпалась на дві частини. Праве крило просувалось уперед, у той час як відірване ліве ще не вишикувалось. Бойові слони Фламінія пробили не вишикуваний лівий фланг македонців, а римські легіонери остаточно відкинули його. Фаланга була розбита, Друга Македонська війна закінчилась |
| Ангорська битва          | 28 липня (20) 1402 р. | Битва між Османським султаном Баязидом I і средньоазійським еміром Тимуром (Тамерланом) поблизу Ангори | 32 у складі армії Тимура                                                               | Слони не відіграли значимої ролі у битві |
| Паніпатська битва        | 5 листопада (28 жовтня) 1526 р. | Битва між арміями султана Бабура і Делійського султанату під проводом Ібрагіма Лоді | 100 з боку Ібрагіма Лоді                                                               | Удесятеро більше за чисельністю військо Ібрагіма Лоді було повністю розгромлене сучасно оснащеним, на той час, військом Бабура. Слони були розстріляні артилерією |
| Битва під Хотином (1621) | вересень-жовтень 1621 | Битва між арміями Османської імперії і Речі Посполитої | 4 з боку війська Османської Імперії                                                    | Більше за чисельністю турецьке військо було розбите. Слони злякались артилерійського обстрілу й повернули у зворотний бік |
|                          | Давши бойової сигнал, вони перш за все ввели у бій слонів. І ось деякі з слонів Птолемея зіткнулися з противниками: на них чудово билися баштові бійці, в рукопашну кололи і вражали один одного саріссамми, але ще краще билися слони, борючись з усією силою і стикаючись у зустрічному бою, бо б'ються ці тварини так, переплітаючись і впершись іклами один в одного, вони штовхають щосили і топчуться на місці, поки один, здолавши іншого, не відтіснить голову противника убік, а як тільки один, відтіснивши, поставить іншого боком до себе, він ранить його іклами абсолютно так, як бик рогами. Більшість же слонів Птолемея боягузливо ухилилася від бою, як роблять зазвичай африканські слони. Вони не виносять запаху і голосу індійських слонів, але, як мені здається, вражені їх величиною і силою, вони зараз же, як тільки побачать їх, утікають. Так це трапилося і тепер, коли слони [єгиптян] у безладді відтіснені були до своїх. | |                                                                                        | |

## Сучасне застосування слонів у війську

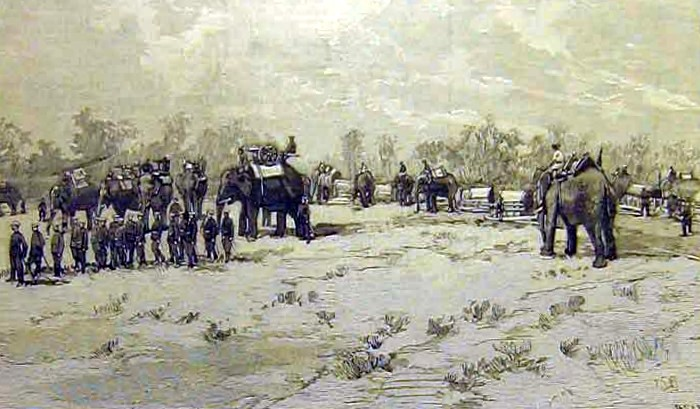
Слон у сіамській армії із змонтованою на спині легкою гарматою (1893)

Із початком широкого застосування пороху (XV—XVI століття), фактично усі переваги бойових слонів були зведені до мінімуму. Мушкети не могли завдати суттєвої шкоди тварині, але уже легка артилерія виводила бойових слонів з ладу. Не зважаючи на це, слони ще досить довго використовувались як пересувні спостережні та командні пункти.
Не зважаючи на відомі недоліки, бойові слони використовувались у Південно-Східній Азії аж до XIX століття через погану прохідність рельєфу цього регіону, й непридатність його до використання кавалерії. Сіамська армія використовувала бойових слонів, котрі оснащались гінгальсами (артилерійська зброя малого калібру), аж до франко-сіамської війни (1893). У Китаї бойові слони використовувались під час франко-китайської війни (1885).

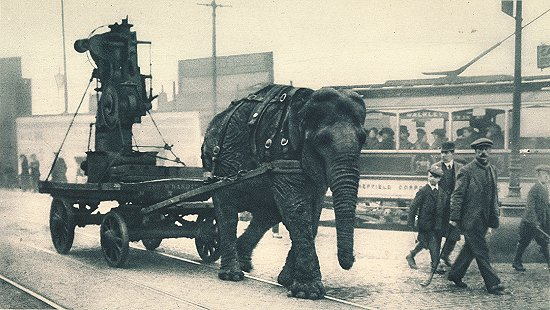
Під час Першої світової війни слони іноді служили тягловою силою. Цей слон працював на складі боєприпасів у Шеффілді

У XX столітті слони використовувались в арміях не як бойові одиниці, а лише як тяглова сила. Так вони часто використовувались у Першу, а згодом і у Другу світові війни, так як часто могли пересуватися ділянками, де рух моторизованої техніки був би утруднений. Так, на початку XX століття в Апі (північ колишнього  Бельгійського Конго), в Ару та інших місцях існували експериментальні станції для приручення африканських слонів. Практичної військової користі ці досліди не принесли.
На даний момент африканські слони є вимираючими тваринами, статус африканського слона у списках Міжнародної Червоної книги — «уразливий» (Vulnerable), також він внесений до Додатку I Конвенції про міжнародну торгівлю вимираючими видами дикої фауни і флори (CITES), тому використання його для військових потреб не є доцільним.